# Небеско краљевство
Небеско краљевство (енгл. Kingdom of Heaven) је епски историјско-драмски филм из 2005. године, режисера и продуцента Ридлија Скота, према сценарију који је написао Вилијам Монахан. Филмску музику је компоновао Хари Грегсон Вилијамс. Главне улоге тумаче Орландо Блум, Ева Грен, Гасан Масуд, Џереми Ајронс, Дејвид Тјулис, Брендан Глисон, Едвард Нортон, Мартон Чокаш, Лијам Нисон, Мајкл Шин, Велибор Топић и Александер Сидиг.
Радња филма је смештена у 12. век у време крсташа и крсташких ратова. Главни јунак је Балијан од Ибелине, који се бори против арапског војсковође Саладина у опсади Јерусалима. Радња филма је делимично заснована на познатим историјским чињеницама, а делимично на фикцији.
Филм је сниман у Уарсасату у Мароку, где је Скот раније снимао своје филмове Гладијатор (2000) и Пад црног јастреба (2001), као и у Шпанији, у замку Лоаре (Уеска), Сеговији, Авили, Палма дел Рију и Севиљи. Филм је издат 6. маја 2005. и добио је помешане критике. Зарадио је 218 милиона долара широм света. Дана 23. децембра 2005. Скот је објавио продужено издање филма, које је добило позитивне критике, а многи рецензенти су га назвали коначном верзијом филма.

## Радња
Године 1184. у Француској, ковача Балијана прогања недавно самоубиство његове жене, након смрти њиховог нерођеног детета. Крсташ који пролази кроз село представља се као Балијанов отац, барон Годфри од Ибелина, и тражи од њега да се врати са њим у Свету земљу, али Балијан одбија. Након што градски свештеник (Балијанов полубрат) открије да је наредио да се телу Балијанове жене одруби глава пре сахране, Балијан темељно прегледа свештеника, приметивши да је свештеник украо њену огрлицу и убија га, након чега бежи из села.
Балијан се придружује свом оцу, надајући се да ће добити опроштај и искупљење за себе и своју жену у Јерусалиму. Војници које је послао бискуп стижу да ухапсе Балијана, али Годфри одбија да га преда, а у нападу који је уследио, Годфри је погођен стрелом која се поломила у његовом телу.
Стижу у Месину, где имају спорни сусрет са Ги Лизињаном, будућим краљем Јерусалима. Годфри проглашава Балијана витезом, именује га новим бароном од Ибелина и наређује му да служи краљу Јерусалима и штити беспомоћне, а затим подлеже рани од стреле и умире. Током путовања до Јерусалима, Балијанов брод се насукао у олуји, остављајући га као јединог преживелог. Балијан се суочава са муслиманским кавалиром, који напада у борби за његовог коња. Балијан је приморан да убије кавалира, али поштеди његовог слугу, који му каже да ће му ова милост стећи славу и поштовање међу Сараценима.
Балијан се упознаје са политичком ареном Јерусалима: губавим краљем Балдуином IV; Тиберијем, маршалом Јерусалима; краљевом сестром, принцезом Сибилом, која је Гијева жена и такође мајка малог дечака из ранијег брака. Ги подржава антимуслиманске суровости витезова темплара и намерава да прекине крхко примирје између краља и султана Саладина, ратујући против муслимана. Балијан путује на своје наслеђено имање у Ибелину и затиче становнике како тешко живе, а земљу готово неплодну због недостатка воде. Брзо се баца на посао, користећи своје инжењерско знање за наводњавање суве и прашњаве земље, док ради заједно са радницима. Имање се брзо претвара у бујну пољопривредну земљу која побољшава животе својих становника и зарађује Балијану љубав и поштовање његовог народа. За то време Сибила га посећује и посматра га док комуницира са својим потчињенима, те они постају љубавници.
Године 1185. Ги и његов савезник, окрутни Рене од Шатијона, нападају караван Сарацена, а Саладин напредује на Ренеов замак Керак у знак одмазде. На краљев захтев, Балијан брани сељане, упркос томе што су далеко надбројани. Заробљен, Балијан наилази на слугу којег је ослободио, за кога сазнаје да је заправо Саладинов канцелар Имад ад-Дин. Имад ад-Дин ослобађа Балијана као надокнаду за његову ранију милост. Саладин стиже са огромном војском да опседне Керак, а Балдуин тамо долази са својом. Они преговарају о муслиманском повлачењу, а Балдуин се заклиње да ће казнити Ренеа, иако га напрезање због ових догађаја слаби.
Балдуин тражи од Балијана да се ожени Сибилом и преузме контролу над војском, али Балијан одбија јер ће то захтевати погубљење Гија и темплара. Балдуин убрзо умире и наслеђује га његов сестрић, Сибилин син, сада Балдуин V. Сибила, као регент, намерава да одржи братов мир са Саладином. Убрзо, њен син, као и његов ујак пре њега, почиње да добија губу. Поражена и вођена уобичајеним веровањем у вечно проклетство за губавце, Сибила доноси срцепарајућу одлуку да оконча живот свог сина сипајући му отров у ухо док он спава у њеним рукама; она тада предаје круну свом мужу Гију и повлачи се да га сама оплакује.
Као краљ Јерусалима, Ги ослобађа Ренеа, који му даје рат који жели убивши Саладинову сестру. Шаљући му одсечене главе Саладинових изасланика, Ги објављује рат Сараценима 1187. и покушава да убије Балијана, који једва преживљава. Ги креће у рат са војском, упркос Балијановом савету да остане близу јерусалимских извора воде. Сарацени касније уништавају уморне и дехидриране крсташе у пустињској бици која је уследила. Саладин заробљава Гија, погубљује Ренеа и креће на Јерусалим. Тиберије одлази на Кипар, верујући да је Јерусалим изгубљен, али Балијан остаје да штити људе у граду и сваког борца проглашава витезом како би их инспирисао. После напада који траје три дана, фрустрирани Саладин разговара са Балијаном. Када га Балијан увери да ће уништити град ако Саладин не прихвати његову предају, Саладин пристаје да дозволи хришћанима да безбедно оду. Они размишљају о томе да ли би било боље да се град уништи, јер не би више имало за шта да се бори.
У граду, Балијан се суочава са пониженим Гијем, и побеђује га у борби мачевима, иако поштеди Гијев живот, говори му да „устане као витез” као да то никада није био. У марширајућој колони грађана, Балијан проналази Сибилу, која се одрекла свог права краљице. Након што се врате у Француску, енглески витезови на путу за Јерусалим јашу кроз град да би регрутовали Балијана, сада чувеног браниоца Јерусалима. Балијан каже једном крсташу да је поново само ковач и они одлазе. Балијану се придружује Сибила и они пролазе поред гроба Балијанове жене док јашу ка непознатом. Епилог напомиње да „скоро хиљаду година касније мир у Небеском краљевству и даље остаје недостижан”.

## Улоге
| Глумац           | Улога                       |
| ---------------- | --------------------------- |
| Орландо Блум     | Балијан од Ибелина          |
| Ева Грен         | Сибила од Јерусалима        |
| Џереми Ајронс    | Тиберије                    |
| Дејвид Тјулис    | Хоспиталац                  |
| Брендан Глисон   | Ренe од Шатијона            |
| Мартон Чокаш     | Ги Лизињан                  |
| Едвард Нортон    | Балдуин                     |
| Мајкл Шин        | свештеник                   |
| Лијам Нисон      | Барисан од Ибелина (Годфри) |
| Велибор Тoпић    | Амалрик                     |
| Гасан Масуд      | Саладин                     |
| Александер Сидиг | Имад ад-Дин                 |
| Кевин Макид      | енглески наредник           |
| Џон Финч         | Јерусалмиски патријарх      |
| Ијан Глен        | Ричард I Лавље Срце         |
| Ђанина Фачо      | Саладинова сестра           |

## Зарада
- Зарада у САД - 47.398.413 $
- Зарада у иностранству - 164.244.745 $
- Зарада у свету - 211.643.158 $